# Álvaro Benito
Álvaro Benito Villar (Salamanca, 10 dicembre 1976) è un allenatore di calcio ed ex calciatore spagnolo, di ruolo centrocampista.

## Carriera

### Giocatore
Cresciuto nel settore giovanile del Real Madrid, ha esordito in prima squadra il 3 settembre 1995 disputando l'incontro di campionato vinto 5-1 con il Rayo Vallecano.

### Allenatore
Nel 2015 è diventato allenatore delle formazioni giovanili del Real Madrid, ruolo che ha ricoperto fino al 1º marzo 2019 quando è stato licenziato per via di alcuni commenti negativi sui giocatori della prima squadra dopo la sconfitta in Coppa del Re contro il Barcellona.

## Statistiche

### Presenze e reti nei club
| Stagione        | Squadra         | Campionato      | Campionato | Campionato | Coppe nazionali | Coppe nazionali | Coppe nazionali | Coppe continentali | Coppe continentali | Coppe continentali | Altre coppe | Altre coppe | Altre coppe | Totale | Totale | Totale |
| Stagione        | Squadra         | Comp            | Pres       | Reti       | Comp            | Pres            | Reti            | Comp               | Pres               | Reti               | Comp        | Pres        | Reti        | Pres   | Reti   |        |
| --------------- | --------------- | --------------- | ---------- | ---------- | --------------- | --------------- | --------------- | ------------------ | ------------------ | ------------------ | ----------- | ----------- | ----------- | ------ | ------ | ------ |
| 1994-1995       | Real Madrid C   | SDB             | 20         | 1          |                 | -               | -               |                    | -                  | -                  |             | -           | -           | 20     | 1      |        |
| 1995-1996       | Real Madrid B   | SD              | 9          | 1          |                 | -               | -               |                    | -                  | -                  |             | -           | -           | 9      | 1      |        |
| 1997-1998       | Real Madrid B   | SD              | 3          | 1          |                 | -               | -               |                    | -                  | -                  |             | -           | -           | 3      | 1      |        |
| 1995-1996       | Real Madrid     | PD              | 14         | 2          | CR              | 2               | 0               | UCL                | 0                  | 0                  |             | -           | -           | 16     | 2      |        |
| 1996-1997       | Real Madrid     | PD              | 7          | 0          | CR              | 0               | 0               |                    | -                  | -                  |             | -           | -           | 7      | 0      |        |
| 1997-1998       | Real Madrid     | PD              | 0          | 0          | CR              | 1               | 0               |                    | -                  | -                  |             | -           | -           | 1      | 0      |        |
| 1997-1998       | Tenerife        | PD              | 2          | 1          | CR              | 0               | 0               |                    | -                  | -                  |             | -           | -           | 2      | 1      |        |
| 2001-2002       | Real Madrid B   | SDB             | 11         | 1          |                 | -               | -               |                    | -                  | -                  |             | -           | -           | 11     | 1      |        |
| 2002-2003       | Getafe          | SD              | 6          | 0          | CR              | 1               | 0               |                    | -                  | -                  |             | -           | -           | 7      | 0      |        |
| Totale carriera | Totale carriera | Totale carriera | 72         | 7          |                 | 4               | 0               |                    | 0                  | 0                  |             | -           | -           | 76     | 7      |        |

## Palmarès

### Club
- Campionato spagnolo: 1

Real Madrid: 1996-1997